# Bardakçı (Midyat)
Bardakçı (aramäisch Botê, kurdisch Batê) ist ein Dorf im Landkreis Midyat der türkischen Provinz Mardin. Bardakçı liegt etwa 81 km nordöstlich der Provinzhauptstadt Mardin und 15 km nordöstlich von Midyat. Bardakçı hatte laut der letzten Volkszählung 241 Einwohner (Stand Ende Dezember 2009). Die Bevölkerung besteht aus Kurden. Ursprünglich wurde die Stadt mehrheitlich von Aramäern bewohnt.
Bardakçı hieß vor der Umbenennung Bati. Dieser Name ist auch im Grundbuch registriert und wurde bei der Volkszählung von 1965 als Alternativbezeichnung verwendet.